# Provincia di Cabo Delgado
La provincia di Capo Delgado (in portoghese Cabo Delgado) è una provincia del nord-est del Mozambico. Prende il nome dal promontorio di Capo Delgado.

## Geografia fisica
La provincia confina a nord con la Tanzania, a sud confina con la provincia di Nampula e a ovest con la provincia di Niassa; a est si affaccia sull'Oceano Indiano.
Il territorio è costituito da una pianura costiera e da altipiani all'interno. La massima elevazione (798 m) è raggiunta nel nord della provincia. Al confine con la Tanzania scorre l'ultima parte del fiume Ruvuma, fino alla foce nell'Oceano Indiano. Altri fiumi che sfociano nell'oceano sono il Messalo, il Montepuez e il Lùrio, che segna il confine meridionale.
Fanno parte della provincia le 27 isole dell'arcipelago di Quirimbas. Il parco nazionale delle Quirimbas, con una superficie di circa 7500 km² protegge la parte meridionale dell'arcipelago e una vasta porzione di costa.
Il capoluogo della provincia è la città costiera di Pemba.

## Geografia antropica

### Suddivisioni amministrative
La provincia è divisa nei seguenti distretti:
- Distretto di Ancuabe
- Distretto di Balama
- Distretto di Chiúre
- Distretto di Ibo
- Distretto di Macomia
- Distretto di Mecúfi
- Distretto di Meluco
- Distretto di Mocímboa da Praia
- Distretto di Montepuez
- Distretto di Mueda
- Distretto di Muidumbe
- Distretto di Namuno
- Distretto di Nangade
- Distretto di Palma
- Distretto di Pemba-Metuge
- Distretto di Quissanga

## Storia

### Insurrezione jihadista del 2017

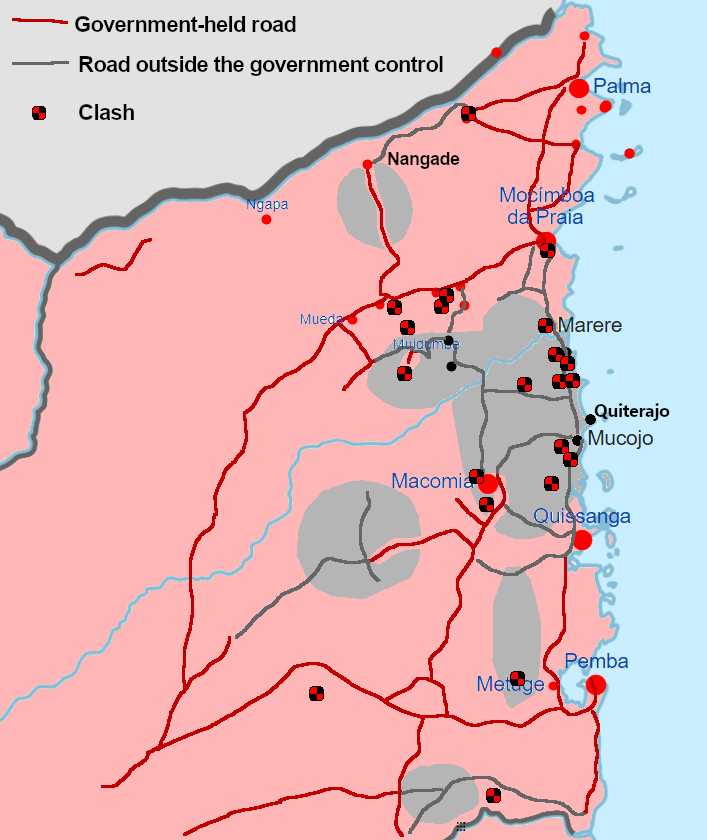
Situazione attuale al 31 agosto 2024. In rosso, le forze ed i territori dello Stato; in nero, gli insurrezionisti.

A partire dal 2017, la parte nord della provincia mozambicana è stata coinvolta in sporadiche insurrezioni di vari movimenti jihadisti, tra cui lo stesso ISIS ed un ramo locale di Al-Shabaab, coadiuvato da banditi vari.
Per far fronte alla situazione, dunque, molte sono state le risorse spese dallo Stato mozambicano per dirimere tali cellule, sempre tuttavia rimaste endemiche nell’area, tra cui un contingente militare della Comunità di sviluppo dell'Africa meridionale (SADC), inviato nella zona nel 2021.